# Moritz Steinschneider
Moritz Steinschneider (in lingua ebraica: משה שטיינשניידר, Moshe Steinschneider ) (Prostějov, 30 marzo 1816 – Berlino, 24 gennaio 1907) è stato un ebraista e bibliografo ceco, considerato uno dei massimi esperti della letteratura ebraica medievale ed è ritenuto il "padre" della bibliografia ebraica.
Steinschneider fu anche un importante arabista ed esperto della letteratura giudeo-araba.

## Opere principali
- Jüdische Literatur, in Allgem. Encykl. der Wissenschaften u. Künste, di Ersch e Gruber, sez. II, parte 27, Lipsia 1850 (trad. ingl. di W. Spottiswoode, Londra 1857; trad. ebr., di H. Malter, Varsavia 1897);
- Catalogus librorum Hebraeorum in Bibliotheca Bodleiana, Berlino 1852-60, ristampato ivi 1931;
- Polemische u. apologetische Literatur in arabischer Sprache, Lipsia 1877;
- Die hebraischen Übersetzungen des Mittelalters, Berlino 1893;
- Die arabischen Übersetzungen aus dem griechischen, Lipsia 1897;
- Die arabische Literatur der Juden, Francoforte s. M. 1902;
- Die Geschichtsliteratur der Juden, I, ivi 1905.
- Redasse inoltre i cataloghi dei mss. ebraici di varie biblioteche, tra le quali quelle di Leida (1858), Monaco (1876), Berlino (1878), Amburgo (1878)